# Мендюш (Арский район)
Мендю́ш (тат. Мөндеш) — деревня в Арском районе Республики Татарстан, в составе Старокырлайского сельского поселения.

## География
Деревня находится на реке Ия, в 9 км к северу от районного центра, города Арска.

## История
Известна с 1678 года.
В XVIII – первой половине XIX века в сословном плане жители относились к государственным крестьянам. Основные занятия жителей в этот период – земледелие и скотоводство.
В «Списке населенных мест по сведениям 1859 года», изданном в 1866 году, населённый пункт упомянут как казённая деревня Мендюши 2-го стана Казанского уезда Казанской губернии. Располагалась при речке Ия, по левую сторону Сибирского почтового тракта, в 72 верстах от губернского города Казани и в 10 верстах от становой квартиры в заштатном городе Арске. В деревне в 41 дворе жили 479 человек (237 мужчин и 242 женщины). Была мечеть.
В начале XX века в деревне функционировали мечеть, мектеб, водяная мельница, 2 мелочные лавки. В этот период земельный надел сельской общины составлял 1341,7 десятины.
В 1926 году в деревне открыта начальная школа. В 1931 году — организован колхоз «Ялкын».
До 1920 года деревня входила в Кармышскую волость Казанского уезда Казанской губернии. С 1920 года в составе Арского кантона ТАССР. С 10 августа 1930 года в Арском районе.

## Население
| 1782 | 1859 | 1897 | 1908 | 1920 | 1926 | 1938 | 1949 | 1958 | 1970 | 1979 | 1989 | 2002 | 2010 | 2015 |
| ---- | ---- | ---- | ---- | ---- | ---- | ---- | ---- | ---- | ---- | ---- | ---- | ---- | ---- | ---- |
| 76   | 479  | 549  | 585  | 927  | 842  | 728  | 530  | 572  | 533  | 439  | 410  | 449  | 485  | 484  |

Национальный состав деревни: татары.

## Экономика
Жители занимаются полеводством, мясным скотоводством.

## Объекты образования и культуры
В селе действуют начальная школа, детский сад, дом культуры, библиотека, фельдшерско-акушерский пункт.

## Религиозные объекты
Мечеть (с 2000 года).